# NGC 686
NGC 686 ist eine elliptische Galaxie vom Hubble-Typ E/S0 im Sternbild Fornax am Südsternhimmel. Sie ist schätzungsweise 208 Millionen Lichtjahre von der Milchstraße entfernt und hat einen Durchmesser von etwa 105.000 Lj.
Das Objekt wurde am 26. Oktober 1785 von dem deutsch-britischen Astronomen Wilhelm Herschel entdeckt.